# Onoda
Onoda (francouzsky Onoda, 10 000 nuits dans la jungle, japonsky ONODA 一万夜を越えて) je koprodukční válečný film z roku 2021, který režíroval Arthur Harari. Na filmovém festivalu v Cannes měl premiéru v sekci Un certain regard dne 7. července 2021. Film vypráví příběh japonského vojáka Hiró Onody, který nezjistil, že jeho země kapitulovala v roce 1945, a až do roku 1974 pokračoval v obraně filipínského ostrova, kam byl přidělen proti možnému americkému protiútoku.

## Děj
Hiró Onoda netouží zemřít za svou zemi na rozdíl od mnoha jeho mladých japonských krajanů. Byl vybrán do tajné části armády, kde byl vycvičen v partyzánské válce a poté poslán na filipínský ostrov Lubang. Krátce po tomto úkolu válka skončila. Pro podporučíka Onodu, staženého do středu ostrova s hrstkou mužů, jsou však všechny zprávy o porážce pouze lstivé triky Američanů. Než složí zbraně, prožije téměř třicet let v džungli.

## Obsazení
| Yūya Endō              | mladý Hiró Onoda        |
| Kanji Tsuda            | starý Hiró Onoda        |
| Yūya Matsuura          | mladý Kinshichi Kozuka  |
| Tetsuya Chiba          | starý Kinshichi Kozuka  |
| Kai Inowaki            | Yuichi Akatsu           |
| Shinsuke Katō          | Shoichi Shimada         |
| Taiga Nakano           | turista Norio Suzuki    |
| Issei Ogata            | major Yoshimi Taniguchi |
| Nobuhiro Suwa          | otec Hiró Onody         |
| Mutsuo Yoshioka        | kapitán Hayakawa        |
| Tomomitsu Adachi       | Kuroda                  |
| Kyūsaku Shimada        | poručík Suehiro         |
| Angeli Bayani          | Iniez                   |
| Jemuel Cedrick Satumba | filipínský vězeň        |

## Ocenění
- Cena Louise Delluca
- César: nejlepší původní scénář (Arthur Harari a Vincent Poymiro), nominace v kategoriích nejlepší film, nejlepší režie (Arthur Harari) a nejlepší kamera (Tom Harari)
- Francouzský syndikát filmových kritiků: nejlepší francouzský film
- Magritte: nominace na nejlepší zahraniční film